# 考古天文学

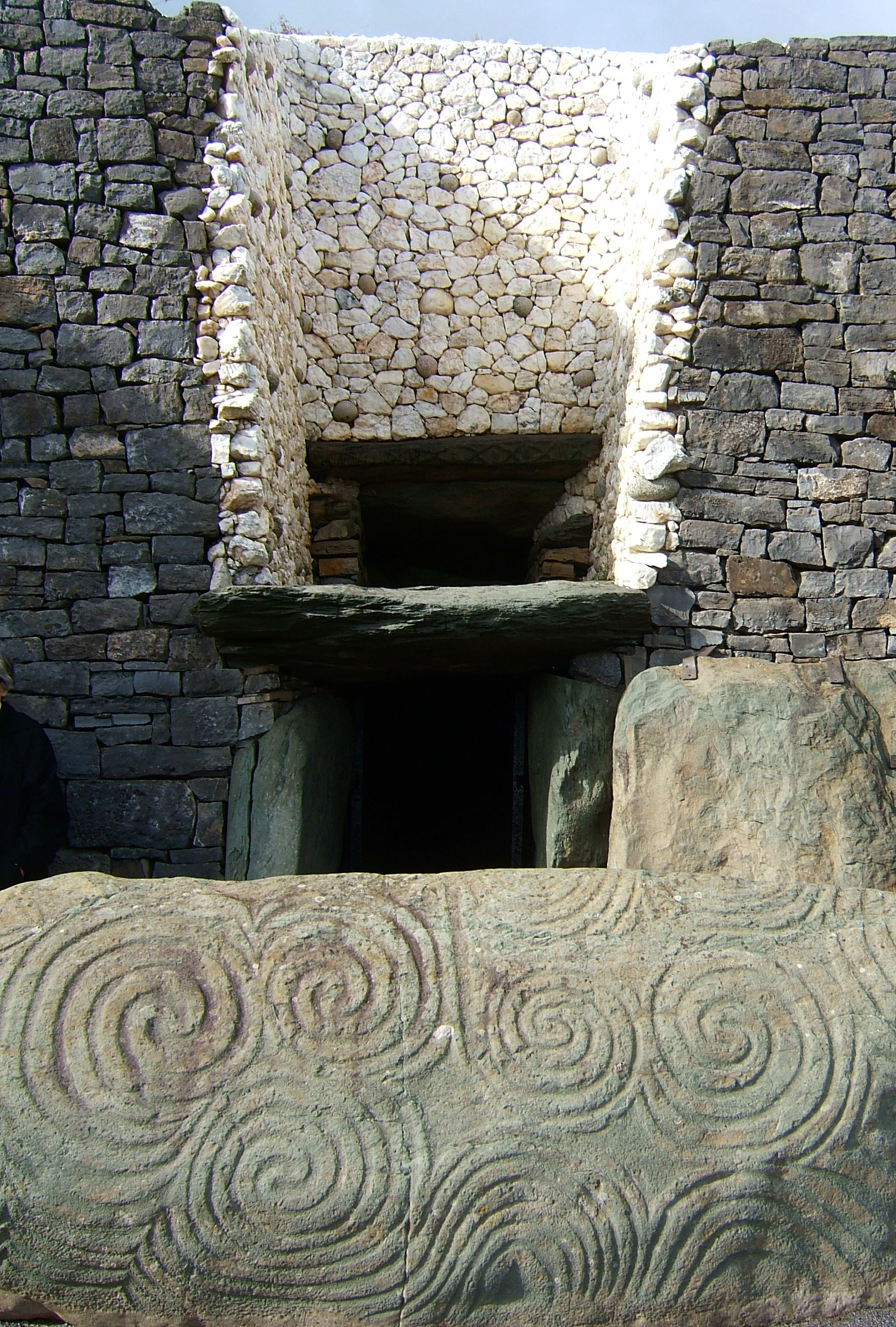
冉冉升起的太陽只有在冬至才會照亮愛爾蘭紐格萊奇墓的內室。

考古天文学是天文学史领域中新近发展起来的一个分支，它使用考古学的手段和天文学的方法来研究古代人类文明的各种遗址和遗物，从中探索有关古代天文学方面的内容及其发展状况。
考古天文學使用各種方法來揭示過去實踐的證據，包括考古學、人類學、天文學、統計學、機率及歷史學。由於這些方法多種多樣，並且使用來自不同來源的數據，如何整合成連貫的論點一直是考古天文學家面臨的長期難題。考古天文學填補了景觀考古學和認知考古學之間的互補空白。物質證據及其與天空的連結可以揭示更廣闊的景觀如何融入關於自然循環的信仰中，例如瑪雅天文學及農業的關係。其他將認知和景觀的概念結合在一起的例子包括定居點道路中嵌入的宇宙秩序的研究。
考古天文學可以應用於所有文化和所有時期。天空的意義因文化而異；儘管如此，在考察古代信仰時，還是有一些科學方法可以跨文化應用。也許是因為需要在考古天文學的社會和科學層面之間取得平衡，克萊夫·拉格爾斯（Clive Ruggles）將考古天文學描述為「一個一方面是高質量的學術成果，另一方面是近乎瘋狂、不受控制的猜測」。

## 歷史
約翰·米歇爾在「考古天文學」歷史中指出，古代天文學的研究狀況在過去兩個世紀中得到了改善，「從瘋狂到異端，再到有趣的概念，最後走向正統的大門」。近二十年後，我們仍然可以提出這樣的問題：考古天文學是否仍在正統派的大門口，還是已經進入大門了？
在約翰·米歇爾 (John Michell) 寫下上述文字的兩百年前，還沒有考古天文學家，也沒有專業的考古學家，但有天文學家和古物學家。他們的一些作品被認為是考古天文學的先驅；古物學家對遍布英國鄉村的遺址的天文方位做出了解釋，就像威廉·斯圖克利（William Stukeley）在1740年對巨石陣的解釋一樣，而約翰·奧布里（John Aubrey）在1678年和亨利·昌西（Henry Chaunc）在1700年的天文原理來解釋。十九世紀後期，理查德·普羅克特和查理斯·皮亞吉·史密斯等天文學家研究了金字塔的天文起源。
「考古天文學」這個術語是由伊麗莎白·切斯利·貝蒂（Elizabeth Chesley Baity）在1973年根據尤安·麥基（Euan MacKie）的建議提出的，但作為一個研究課題，它可能要古老得多，這取決於如何定義考古天文學。
克萊夫·拉格爾斯說，19世紀中葉的海因里希·尼森可以說是第一位考古天文學家。羅爾夫·辛克萊說，19世紀末至20世紀初的約瑟夫·諾曼·洛克耶可以被稱為「考古天文學之父」。尤安·麥基則將天文學考古學的起源定位得更晚，他指出：「...考古天文學的起源和繁榮肯定要歸功於英國亞歷山大·湯姆在1930年代到70年代之間的工作」。
在新大陸，人類學家開始更充分地考慮天文學在美洲印地安文明中的作用，其方法明顯不同。他們可以獲得歐洲史前史所缺乏的資料，例如民族誌和早期殖民者的歷史記錄。效法安東尼·阿維尼（Anthony Aveni）榜樣，新大陸的考古天文學家可以提出一些在舊大陸只是猜測的動機。對歷史數據的關注導致了一些聲稱具有很高準確度的說法出現，但與歐洲以統計數據主導的調查相比，這些說法相對薄弱。
這個問題在1981年國際天文學聯合會（IAU）在牛津主辦的一次會議上達到了頂峰。由於與會者的方法和研究問題差異很大，因此會議論文集分兩卷出版。儘管如此，這次會議被認為成功將研究人員聚集在一起，牛津會議每四到五年在世界各地舉行一次。隨後的會議推動了研究向跨學科方向發展，研究人員旨在結合考古研究的背景，廣泛描述當今考古天文學的狀況，考古天文學家不僅要確定古代天文學的存在，還試圖解釋人們為什麼對夜空感興趣。

## 綠色考古天文學
綠色考古天文學（Green archaeoastronomy）來自《舊世界的考古天文學》（Archaeoastronomy in the Old World）一書的封面，主要基於統計數據，尤其適用於與歷史時期相比社會證據相對稀少的史前遺址。這些基本方法是由亞歷山大·湯姆在對英國巨石遺址進行廣泛調查時開發的。
湯姆希望研究史前人類是否使用高精準度天文學。他相信，透過利用地平線天文學，觀察者可以估算出一年中某一天的日期。觀察需要找到一個在特定日期太陽落入地平線凹口的地方。一個常見的主題是，一座山遮住了太陽，但在適當的日子裡，太陽的一小部分會從山的另一邊重新出現，形成「雙日落」。下面的動畫顯示了假設地點的兩次日落，一次發生在夏至前一天，一次發生在夏至當天，即出現雙重日落。
尤安·麥基（Euan MacKie）支持湯姆的分析，他透過比較新石器時代的英國與瑪雅文明，加上考古背景以論證這段時期存在著分層社會。為了驗證他的想法，他在蘇格蘭擬建的史前天文台進行了幾次挖掘。金特拉（Kintraw）因四米高的巨石而聞名，湯姆認為這是對侏羅山貝因·夏奈德（Beinn Shianaidh）和貝因·奧喬利亞斯（Beinn o’Chaolias）之間遙遠地平線上某個點的預見。湯姆認為，這是地平線上的一個缺口，在隆冬時節，這裡會出現雙重日落。然而從地面上看來，日落會被山脊遮擋，觀看者需要抬高兩公尺：需要另一個觀景台。科學家在峽谷對面發現一個由小石頭形成的平台。文物的缺乏引起了一些考古學家的擔憂，而且岩層分析也尚無定論，但在梅斯豪遺址和布什巴羅菱形遺址進一步研究使麥基得出結論，雖然“科學”一詞可能不合時宜，但湯姆在高精度比對方面大體正確。
相較之下，克萊夫·拉格斯（Clive Ruggles）認為湯姆的調查在數據選擇上有問題。其他人則指出，地平線天文學的準確性受到地平線附近折射變化的限制。一些人更批評綠色考古天文學雖然可以回答過去人們是否可能對天文學感興趣，但缺乏社會元素，這意味著綠色考古天文學很難回答人們為什麼會感興趣，使得綠色考古天文學對那些詢問過去社會問題的人來說用處有限。凱絲·金蒂（Keith Kintigh）寫道：「坦白說，在許多情況下，某個特定的考古天文學主張是對是錯，對人類學的進步來說並不重要，因為這些資訊並不能為當前的解釋問題提供參考。」儘管如此，研究星圖排列仍然是考古天文學研究的主要內容，尤其是在歐洲。

## 棕色考古天文學
與綠色考古天文學主要以比對為導向、統計學為主導的方法相比，棕色考古天文學被認為更接近天文學史或文化史，因為它藉鑑歷史和人種學記錄來豐富其對早期天文學及其與日曆和儀式的關係的理解。西班牙編年史家和民族誌研究人員記錄了許多當地的習俗和信仰，這意味著棕色考古天文學經常與美洲天文學研究聯繫在一起。
奇琴伊察是使用歷史記錄來解釋的一個著名遺址。考古天文學家並沒有分析遺址並查看哪些目標受歡迎，而是研究了人種學記錄，以了解天空的哪些特徵對瑪雅人來說很重要，然後尋找考古相關性。如果沒有歷史記錄，瑪雅人對金星的興趣可能會被忽略的一個例子。德勒斯登抄本證明了人們的這種興趣，其中包含有關金星在天空中出現的資訊的表格。由於金星與羽蛇神或克索洛特爾有關，這些週期具有占星術和儀式上的意義。在奇琴伊察、烏斯馬爾以及其他一些中美洲遺址中，可以發現與金星背景相關的建築特徵。
安東尼·阿維尼（Anthony Aveni）聲稱，另一座與金星有關的建築是庫庫爾坎，而奇琴伊察的雨季則與卡拉科爾有關。這是一座擁有圓形塔樓和朝向基本方向的門的建築。基地面向金星最北端。此外，建築物上層平台的柱基的柱子也被漆成了黑色和紅色。這些顏色與金星作為昏星和晨星有關。然而塔上的窗戶似乎只不過是縫隙而已，雖然無法透光，但卻能提供一個合適的觀景位置。在討論天文考古遺址的可信度時，科特和拉格爾斯認為，將卡拉科爾解釋為一個天文台遺址在專家中引起了爭論，符合他們對遺址可信度的四個級別中的第二個。
安東尼·阿維尼指出，布朗方法的優點之一是它可以探索統計分析無法發現的天文學，並以印加天文學作為另一個例子。印加帝國在概念上是用ceques（從首都庫斯科發出的放射狀路線）來劃分的。因此，各個方向的排列似乎沒有什麼天文意義。然而，民族歷史記錄表明，各個方向確實具有宇宙學和天文學意義，因為景觀中的各個點在一年中的不同時間都具有重要意義。在東亞，考古天文學是從天文學史發展而來的，許多考古天文學正在尋找歷史記錄的物質對應物，因為中國有著豐富的天文歷史紀錄，可追溯至西元前二世紀的漢朝。

## 藝術品

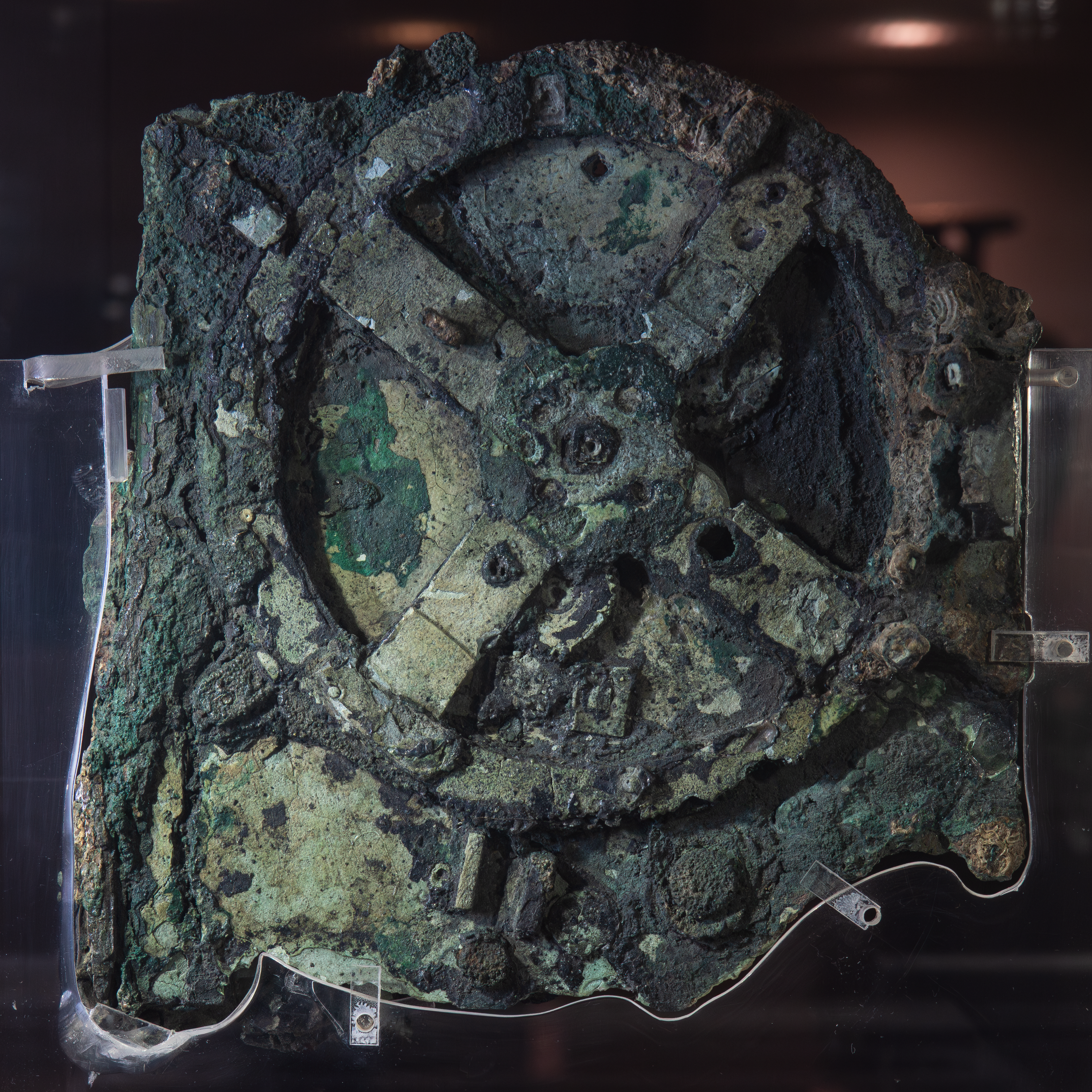
安迪基西拉機械裝置

內布拉星象盤據稱是青銅時代描繪宇宙的文物，其分析將類似於考古學其他子學科中使用的典型的發掘後分析。對一件文物進行檢查，並嘗試將其與民族歷史或人種學記錄進行類比。找到的相似之處越多，解釋就越有可能被考古學家接受。
一個更平凡的例子是，羅馬帝國鞋子和涼鞋上發現了占星符號。鞋子和涼鞋的用途眾所周知，但卡羅爾·范德裡爾-默里（Carol van Driel-Murray）提出，刻在涼鞋上的占星符號賦予了鞋子精神或醫療意義。透過引用其他已知的占星符號的用途及醫療實踐和當時的歷史記錄的聯繫，可以支持這一點。
另一個具有天文用途的著名文物是安迪基西拉機械裝置。在這種情況下，對文物的分析以及西塞羅描述類似設備的參考將表明該設備的合理用途。光碟裝置上的符號使得光碟能夠被讀取，進一步支持了這個論點。